# Turó de Costa-rèvol
El Turó de Costa-rèvol és una muntanya de 2.192 metres que es troba al municipi del Pont de Bar, a la comarca de l'Alt Urgell.